# Bibliothekswissenschaft
Bibliothekswissenschaft bezeichnet die systematische Produktion von Wissen über die technischen, organisatorischen und sozialen Aspekte des Bibliothekswesens, die sich empirischer Methoden bedient.
Im deutschen Sprachraum wurde unterschieden zwischen der Bibliothekenlehre (Bibliothekonomie, Bibliothektechnik, auch Bibliothekswesen im engeren Sinn), die von der Einrichtung und Verwaltung einer Bibliothek handelt, und der Bibliothekenkunde (Bibliothekographie), die sich mit der Geschichte und Beschreibung der einzelnen Bibliotheken älterer und neuerer Zeit beschäftigt.
Im Zusammenhang mit der Entwicklung einer sogenannten Wissensgesellschaft verschiebt sich der Fokus der Bibliothekswissenschaft zunehmend in den „virtuellen Raum“ (Stichwort: Digitale Bibliothek).
Gegenstand des Faches sind nicht mehr nur die Bibliothek als physischer Ort sowie ihre Bestände, wie es primär im Rahmen von Bibliothekenlehre und -kunde der Fall war, sondern generell informationslogistische Prozesse (Sammlung, Erschließung, Verfügbarmachung) von publizierter Information.

## Bekannte Bibliothekswissenschaftler
- Friedrich Adolf Ebert (1791–1834)
- Martin Schrettinger (1772–1851), Klosterbibliothekar, später Königlich Bayerischer Hofbibliothekar in München
- Melvil Dewey (1851–1931): 1876 Dewey Decimal Classification
- Fritz Milkau (1859–1934), Herausgeber eines dreibändigen Handbuchs der Bibliothekswissenschaft
- Ljubow Chawkina (1871–1949)
- Walter Hofmann (1879–1952), Freie Öffentliche Bibliothek Dresden-Plauen sowie Stadtbibliothek Leipzig
- S. R. Ranganathan (1892–1972), 1933 Colon-Klassifikation
- Hans Widmann (1908–1975), Tübingen
- Walter Pongratz (1912–1990), Universitätsbibliothek Wien
- Engelbert Plassmann (1935–2021), Fachhochschule für Bibliotheks- und Dokumentationswesen in Köln, Humboldt-Universität zu Berlin und HTWK Leipzig
- Rupert Hacker (1935–2016), Bayerischen Bibliotheksschule
- Dietmar Kummer (1935–2015), HTWK Leipzig
- Heinz Kuhnert (1937–2021), HTWK Leipzig
- Walther Umstätter (1941–2019), Fachhochschule für Bibliotheks- und Dokumentationswesen in Köln, Humboldt-Universität zu Berlin
- Konrad Umlauf (* 1952), Institut für Bibliotheks- und Informationswissenschaft der Humboldt-Universität zu Berlin
- Gerhard Kay Birkner (1941–2021), HAW Hamburg
- Paul Kaegbein (1925–2023), TH Berlin, FU Berlin und Universität zu Köln
- Stefan Frank (1971–2023), HTWK Leipzig
- Friedrich Nestler (1935–2013), HU Berlin
- Joris Vorstius (1894–1964), HU Berlin
- Frank Heidtmann (1937–2023), FU und HU Berlin
- Robert Funk (1942–2020), FU Berlin
- Karl-Wolfgang Mirbt (1921–1982)

Bibliothekswissenschaftler heute:
- Gerhard Hacker (* 1963), HTWK Leipzig
- Frauke Schade, HAW Hamburg
- Elmar Mittler (* 1940), Universitäten Mainz und Göttingen
- Wilfried Sühl-Strohmenger (* 1950)
- Kerstin Keller-Loibl (* 1964), HTWK Leipzig
- Petra Hauke (* 1946)
- Klaus Gantert, Hochschule Hannover
- Manuel Bärwald (* 1983), HTWK Leipzig
- Heidrun Wiesenmüller (* 1968), Hochschule der Medien Stuttgart
- Jürgen Seefeldt (* 1953)
- Ludger Syré (* 1953)
- Hermann Rösch, TH Köln
- Andrea Nikolaizig, (* 1957), HTWK Leipzig
- Kornelia Richter (* 1956), HTWK Leipzig
- Eric W. Steinhauer (* 1971)
- Torsten Seela, HTWK Leipzig
- Wolfgang Schmitz (* 1949)
- Peter Zahn (* 1936)
- Ulrich Naumann (* 1946), HU Berlin
- Rudolf Mumenthaler (* 1962)
- Cornelia Vonhoff (* 1961), Hochschule der Medien Stuttgart
- Elke Greifeneder, HU Berlin
- Vivien Petras, HU Berlin

## Forschung und Ausbildung
Die Aufgabe des Faches ist die Erfassung und Analyse von Entwicklungen im Bereich der Informationsdistribution sowie auf dieser Grundlage die Entwicklung von Methoden und Theorien zur Informationsversorgung (hauptsächlich in der Wissenschaft).
Eine zunehmende Rolle spielen dabei auch statistische Verfahren der Bibliometrie und Szientometrie (und z. T. der Webometrie).
Weiterhin gewinnen im Rahmen der sogenannten Informationsflut oder Informationsüberflutung durch eine Omnipräsenz von großen Datenmengen, besonders auch in elektronischen Netzen, Aspekte der Beurteilung und Sicherung von Informationsqualität innerhalb des Faches an Bedeutung.
Die Bibliothekswissenschaft besitzt aufgrund ihres Forschungsgegenstandes ein hohes interdisziplinäres Potenzial.
Während die Bibliothekswissenschaft als Library- and Information Science beispielsweise in den USA eine anerkannte Universitätsdisziplin ist, konnte diese sich in Deutschland nur zögerlich etablieren. Neben dem Studium an Fachhochschulen (an der Technischen Hochschule Köln, der Fachhochschule Potsdam, an der Hochschule der Medien in Stuttgart und an der HTWK Leipzig), bei denen der Schwerpunkt auf der Praxis liegt, gibt es auch die Möglichkeit einer  Ausbildung zum Fachangestellten in Medien- und Informationsdiensten. Ein universitäres Bachelorstudium ist am Institut für Bibliotheks- und Informationswissenschaft der Humboldt-Universität zu Berlin möglich.
Das Fach Bibliotheks- und Informationswissenschaft wird an deutschen Universitäten und Hochschulen für angewandte Wissenschaften gelehrt und beforscht. Es ist an folgenden Hochschulen vertreten:
- Humboldt-Universität zu Berlin
- HAW Hamburg
- Hochschule Hannover
- Universität Hildesheim
- Fachhochschule Potsdam
- Hochschule für Technik, Wirtschaft und Kultur Leipzig (HTWK Leipzig)
- TH Köln
- Hochschule Darmstadt
- Universität Regensburg
- Hochschule für den öffentlichen Dienst Bayern
- Hochschule der Medien Stuttgart

Es existieren teilweise separate Studiengänge für Informationswissenschaften oder auch für das Archivwesen an deutschen Hochschulen.
In der Schweiz bietet die Universität Zürich zusammen mit der Zentralbibliothek Zürich einen Master of Advanced Studies (Nachdiplomstudium) in Bibliotheks- und Informationswissenschaften an. Außerdem gibt es an der Humboldt-Universität zu Berlin einen Masterstudiengang im Fernstudium. Zum Masterstudium wurde am Institut für Bibliotheks- und Informationswissenschaft der Humboldt-Universität zu Berlin zum ersten Mal im Wintersemester 1994/95 immatrikuliert.

### Allgemeine Werke
- Werner Krieg (Hrsg.): Bibliothekswissenschaft. Versuch einer Begriffsbestimmung in Referaten und Diskussionen bei dem Kölner Kolloquium (27.–29. Oktober 1969). Greven, Köln 1970.
- Petra Hauke (Hrsg.): Bibliothekswissenschaft – quo vadis? = Library Science – quo vadis? Eine Disziplin zwischen Traditionen und Visionen. Saur, München 2005, ISBN 3-598-11734-5.
- Rainer Strzolka: Repertorium der Bibliothekswissenschaft. Koechert, Hannover 1996
- LIBREAS – Library Ideas – OA-Zeitschrift am Institut für Bibliotheks- und Informationswissenschaft der HU Berlin, die sich mit einem breiten Spektrum an bibliothekswissenschaftlich relevanten Themen befasst.

### Nachschlagewerke und Handbücher
- Miriam Drake (Hrsg.): Encyclopedia of Library and Information Science. Dekker, New York 2003, ISBN 0-8247-2075-X.
- Martin Schrettinger: Handbuch der Bibliothek-Wissenschaft. Weidmann, Hildesheim 2003, ISBN 3-615-00277-6, (Nachdruck der Ausgabe von 1834)
- Konrad Umlauf (Hrsg.), Petra Hauke (Red.):  Handbuch Methoden der Bibliotheks- und Informationswissenschaft. Bibliotheks-, Benutzerforschung, Informationsanalyse. de Gruyter Saur, Berlin 2013, ISBN 978-3-11-025553-9.

## Historische Werke zur Bibliothekswissenschaft
- Ferdinand Eichler: Begriff und Aufgabe der Bibliothekswissenschaft. Harrassowitz, Leipzig 1896.
- Ferdinand Eichler: Bibliothekswissenschaft als Wertwissenschaft, Bibliothekspolitik als Weltpolitik. Leuschner u. Lubensky, Graz/Leipzig 1923.
- Joachim Kirchner: Bibliothekswissenschaft. Buch- und Bibliothekswesen. 2. Aufl. Winter, Heidelberg 1953.
- Friedrich Rullmann: Die Bibliothekseinrichtungskunde. Zum Theile einer gemeinsamen Organisation, die Bibliothekswissenschaft als solche einem besonderen Universitätsstudium in Deutschland unterworfen. Wagner, Freiburg/Br. 1874.

- Martin Schrettinger: Versuch eines vollständigen Lehrbuches der Bibliothek-Wissenschaft, oder Anleitung zur vollkommenen Geschäftsführung eines Bibliothekärs in wissenschaftlicher Form abgefasst. Drei Teile u. Zusätze mit Register. Lindauer bzw. Lentner, München 1808–1829.

- Martin Schrettinger: Handbuch der Bibliothek-Wissenschaft, besonders zum Gebrauche der Nicht-Bibliothekare, welche ihre Privat-Büchersammlungen selbst einrichten wollen. Auch als Leitfaden zu Vorlesungen über die Bibliothek-Wissenschaft zu gebrauchen. Beck, Wien 1834 (Neudruck 2003, ISBN 3-615-00277-6) (Volltext).
- Johann August Friedrich Schmidt: Handbuch der Bibliothekswissenschaft, der Literatur- und Bücherkunde. Lerch, Weimar 1840.
- Johann Georg Seizinger: Theorie und Praxis der Bibliothekswissenschaft. Ehlermann, Dresden 1863.
- Edmund Zoller: Die Bibliothekwissenschaft im Umrisse. Weise, Stuttgart 1846.

### Lehrbücher für Bibliothekare
- Klaus Gantert: Bibliothekarisches Grundwissen. 9., vollständig neu bearbeitete und erweiterte  Auflage. de Gruyter, Saur, Berlin 2016, ISBN 978-3-11-032150-0.
- Rolf Griebel, Hildegard Schäffler, Konstanze Söllner, (Hrsg.): Praxishandbuch Bibliotheksmanagement. Band 1. de Gruyter, Saur, Berlin 2016, ISBN 978-3-11-030326-1.
- Walther Umstätter: Lehrbuch des Bibliotheksmanagements. Hiersemann, Stuttgart 2011, ISBN 978-3-7772-1100-8. (Es handelt sich um eine überarbeitete Neuauflage[1] von Gisela Ewert, Walther Umstätter: Lehrbuch der Bibliotheksverwaltung, Hiersemann, Stuttgart 1997, ISBN 978-3-7772-9730-9.)